# Pandemia de COVID-19 na Costa do Marfim
Este artigo documenta os impactos da pandemia de coronavírus 2019-2020 na Costa do Marfim e pode não incluir todas as principais respostas e medidas contemporâneas.

## Cronologia

### Março
- Em 11 de março, a Costa do Marfim registrou seu primeiro caso de COVID-19. Era um cidadão da Costa do Marfim que tinha estado recentemente na Itália.[1] O caso está sendo tratado no Hospital Universitário de Treichville, em Abidjan. Várias pessoas que entraram em contato com a pessoa infectada foram identificadas e estão sujeitas a um "acompanhamento", conforme o Ministro da Saúde deliberou. Foi garantido ao público que "mantenha a calma" e "respeite as medidas preventivas que estão sendo aplicadas". Um telefone de emergência gratuito foi estabelecido na Costa do Marfim (143 ou 101) para alertar as pessoas de casos suspeitos. Vários controles de fronteira também foram criados para tentar limitar a propagação.[2][3]
- No dia 12 de março, a esposa do indivíduo que testou positivo também acionou positivo, elevando o número de casos para 2.[4]
- Em 14 de março, mais dois casos foram confirmados, elevando o número total de casos para 4.[5]

### Abril
- Em 1 de abril, o número de casos confirmados eram de 191 casos e 1 morte.[6]
- Em 2 de abril, houve mais novas recuperações (6) do que novos casos confirmados (4). O número total de casos confirmados ficou em 194, o número total de recuperados em 15.[7]
- Em 5 de abril, 16 novos casos foram confirmados. Dois pacientes hospitalizados morreram, enquanto 12 pacientes se recuperaram. O número total ficou em 261 casos confirmados, três mortes e 37 pacientes recuperados.[8]
- Em 7 de abril, houve 26 casos confirmados, elevando o total para 349.[9]
- Em 11 de abril, o número de casos confirmados aumentou 53, para 533. O número de pacientes recuperados aumentou em 4, para 58. O número de falecidos aumentou em um, para 4.[10]
- Em 13 de abril, 52 novos casos foram confirmados, elevando o total para 626. O número total de pacientes recuperados aumentou para 89. O número de mortes subiu para 6.[11]
- Em 18 de abril, houve 59 novos casos, 19 recuperações e duas mortes. O número total ficou em 801 casos confirmados, 239 pacientes recuperados e 8 óbitos.[12]
- Em 20 de abril, houve 32 novos casos, elevando o total para 879. 27 pacientes se recuperaram, elevando o número total de recuperações para 287. O número de mortos subiu para 10.[13]
- Em 21 de abril, 37 novos casos foram confirmados e 16 pacientes se recuperaram. O número total de casos foi 916, o número total de recuperações foi 303. O número de mortos subiu para 13.[14]
- Em 23 de abril, o número total de casos confirmados aumentou para 1004, um aumento de 52 em relação ao dia anterior, enquanto o número de pacientes recuperados aumentou para 359.[15]
- Em 30 de abril, houve 37 novos casos confirmados e 17 pacientes recuperados. O número total ficou em 1275 casos confirmados, 574 dos quais se recuperaram.[16]

### Maio
- Em 1º de maio, houve 58 novos casos, elevando o número total de casos confirmados para 1333. 23 pacientes se recuperaram, elevando o número total para 597. O número de mortos subiu para 15.[17]
- Em 2 de maio, 29 pessoas apresentaram resultado positivo enquanto 25 pacientes se recuperaram. O número total foi de 1362 casos confirmados e 622 pacientes recuperados.[18]
- Em 6 de maio, houve 52 casos confirmados, elevando o número total de infecções para 1516. O número de pacientes recuperados aumentou de 20 para 721.[19]
- Em 9 de maio, houve 65 novos casos, elevando o número total de casos confirmados para 1667. Quinze pacientes se recuperaram, elevando o número total de recuperações para 769. O número de mortos subiu para 21.[20]
- Em 11 de maio, houve 30 novos casos e 24 novas recuperações. O número total ficou em 1730 casos confirmados e 818 pacientes recuperados.[21]
- Em 15 de maio, o número total de casos confirmados aumentou em 46 para 2017. O número de pacientes recuperados aumentou em 12 para 942.[22]
- Em 16 de maio, havia 44 novos casos confirmados, elevando o número total de casos confirmados para 2061. 45 pacientes se recuperaram, elevando o número total de recuperações para 987. O número de mortes subiu para 25.[23]
- Em 19 de maio, houve 34 novos casos, enquanto 10 pacientes se recuperaram. O número total de casos confirmados ficou em 2153, e o número total de recuperações em 1050.[24]
- Em 21 de maio, houve 70 novos casos e 17 novas recuperações. O número total de casos confirmados foi de 2301, dos quais 1100 se recuperaram.[25]
- Em 22 de maio, houve 40 novos casos e 46 novas recuperações. O número total de casos confirmados foi de 2341, dos quais 1146 haviam se recuperado.[26]
- Em 24 de maio, houve 10 novos casos e 31 novas recuperações. O número total de casos confirmados foi de 2376, dos quais 1219 haviam se recuperado.[27]
- Em 27 de maio, houve 79 casos confirmados, elevando o número total de casos para 2556. 16 pacientes se recuperaram, elevando o número total de recuperações para 1302. O número de mortos subiu para 31.[28]
- Em 28 de maio, 85 novos casos, elevando o número total para 2641 24 pacientes se recuperaram, elevando o número total de recuperações para 1326. O número de mortos subiu para 32.[29]